# Emacs
GNU Emacs (anglická výslovnost [gnu: ˈi:mæks]) je textový editor, jehož počátky sahají do 70. let 20. století. Do dnešního dne se stále vyvíjí a vydávají se nové verze. Patří mezi jeden z nejoblíbenějších textových editorů na platformě GNU/Linux. Součástí posledních verzí je i grafické prostředí, což usnadňuje práci s editorem hlavně jeho začínajícím uživatelům.
Emacs je populární pro svou přizpůsobitelnost a rozšiřitelnost; obsahuje interpret programovacího jazyka Lisp, pomocí kterého je možné vytvářet moduly s novými funkcemi. Existují rozšíření, které umožňují používat Emacs jako webový prohlížeč, e-mailový klient apod.
Emacs je součástí projektu GNU, je šířen pod licencí GNU GPL. Existují verze pro mnoho platforem i operačních systémů včetně Linuxu, MS Windows, MS-DOSu, macOSu, BSD atd. Emacs je považován za jeden z nejvíce portovaných netriviálních programů.
Název Emacs vznikl jako zkratka pro editor macros („editorová makra“), neboť se původně jednalo pouze o sbírku maker pro editor TECO. V rámci humoru se tato zkratka vykládá i různými jinými způsoby, např. „eight megabytes and constantly swapping“, tzn. „osm megabytů a pořád swapuje“ (naráží na poměrně vysoké systémové nároky Emacsu, přinejmenším v době jeho vzniku), nebo „Escape Meta Alt Control Shift“ (naráží na možnost ovládání pomocí komplikovaných klávesových zkratek). Vzhledem ke značným nárokům vzniklo poměrně velké množství programů, které se snaží kopírovat jeho rozhraní, ovšem omezují rozšiřitelnost a konfigurovatelnost, například zile, qemacs či mg.